# Нелла, Тайлер
Тайлер Нелла (род. 8 марта 1988 года, Бёрлингтон, Онтарио, Канада) — канадский горнолыжник, участник олимпийских игр 2010 года в Ванкувере.

## Спортивная карьера
Тайлер Нелла принимал участие в чемпионатах мира по горнолыжному спорту среди юниоров в 2007 и 2008 году, где выступал в четырёх дисциплинах. В сезоне 2008—2009 года дебютировал на этапе кубка мира.
Призёр нескольких этапов северо-американского кубка. На олимпийских играх Тайлер Нелла дебютировал в 2010 году, где стартовал в суперкомбинации.